# بلقاسم حبة
بلقاسم حبة، معروف في الوسائط العلمية بـ«العربي الأكثر اختراعا» على مستوى العالم لحصوله على عدد كبير من براءات الاختراع. البروفيسور حبة عالم جزائري في الإلكترونيات، ولد سنة 1957 بالمغيّر الواقعة حاليًا بولاية المغير الجزائرية، زاول دراسته الابتدائية و المتوسطة بمسقط رأسه ثم انتقل إلى ثانوية الأمير عبد القادر بتقرت. بعد حصوله على شهادة البكالوريا سنة 1974، التحق بجامعة هواري بومدين للعلوم و التكنولوجيا، التي حصل منها على شهادة في الدراسات المعمقة في الفيزياء سنة 1980.
بعدها حصل على منحة إلى جامعة ستانفورد في الولايات المتحدة الأمريكية في ولاية كاليفورنيا، التي حصل فيها على شهادة الماجستير في الفيزياء التطبيقية و أخرى في علوم المواد، ثم حصل بعدها على شهادة الدكتوراه في الطاقة الشمسية.

## مسيرته المهنية
التحق  البروفيسور حبة بشركة IBM، عملاق الحواسيب، وعمل على تطبيق أشعة اللّيزر على الإلكترونيات الصُّغْرية.
بعد هذه الرحلة عاد البروفيسور حبة إلى الجزائر وتحديداً إلى جامعة بسكرة، التي عمل فيها استاذا لمدة قصيرة، ما لبث أن غادرهاإلى اليابان بعد حصوله على عرض من شركة (NEC) اليابانية الرائدة للانضمام إليها، ليكمل أبحاثه حول تطبيق أشعة الليزر على الميكرو الكترونيكس، كما عمل أيضا على تصغير الأجهزة الالكترونية.
بعد ستة سنوات من العمل في اليابان عاد البروفيسور حبة إلى الولايات المتحدة الأمريكية، ولكن هذه المرة قرر أن يغير استراتيجيته حيث فضّل الانضمام إلى شركة ناشئة بدل الشركات العملاقة، وذلك ليجد الحرية الكاملة لتحقيق طموحاته العلمية.
في سنة 1996 التحق البروفيسور حبة بشركة Xperi الناشئة كباحث و مخترع، التي كان هدفها العمل على تصغير حجم الهواتف النقالة، وبعد مدة وجيزة ساهم عملهم في نشر تكنولوجيا تستخدم  في ما يقارب كل هاتف نقال يباع اليوم والذي يؤمن لهم حصة فيه. بعدها قام بإنشاء شركة SiliconPipe المتخصصة في التوصيل ليبيعها فيما بعد لشركة سامسونغ. بعد التحاقه بشركة Rambus ، قام هو وفريقه بتطبيق تكنولوجيات الشركة TESSERA، في مجال الذواكر، لتُستعمل هذه التقنية في ذاكرة الحواسيب، الكاميرات المستعملة في الهواتف النقالة، البلايستيشن 2 و 3 التي كان البروفيسور حبة صاحب اليد فيها. و في سنة 2013 تلقى عرضا من مركز بيانات غوغل (Google Data Center) و لكنه فضّل العودة إلى مركز البحث الذي بدأ فيه و الذي لا يزال فيه إلى الآن.
يحمل البروفيسور حبة في جعبته ما يفوق 200 اختراع، و بما أنّ كل اختراع له عدّة تطبيقات، فقد بلغ حجم براءات الاختراع عنده ما يزيد على الف وخمسمئة (1500) منها ما يزال قيد الإنجاز. كما كان له شرف تصميم أصغر نسخة للمصحف الشريف. 
يعمل البروفيسور حبة في خدمة مجتمعي العلم والأعمال العربي بشكل مستمر من خلال تقديمه المحاضرات والتوجيه المتخصص للشركات الناشئة داخل وخارج الولايات المتحدة.

## الجوائز والتكريمات
- أفضل مخترع في شركة NEC اليابانية سنة 1992
- أفضل مخترع من شركة Tessera الأمريكية و ذلك لسنوات: 2004، 2005، 2006، 2007
- صُنف ضمن الـ 100 مخترعين الأكثر إنتاجا في العالم لسنوات: 2008، 2012، 2014، 2015.
- حائز على جائزة R&D 100 Award for the fold-over technology سنة 2003
- حائز على جائزة الباحث العربي المُنظمة من طرف Techwadi الأمريكية سنة 2007
- حائز على جائزة Frost & Sullivan Award سنة 2013
- قُلّد بلقاسم حبة وسام العالم الجزائري من طرف مؤسسة فيكوس سنة 2015[11]
- أحد مؤسسي منظمة AAF-CEST Algerian-American Foundation for Culture, Education, Science and Technology
- مساهم في إنشاء منظمة Algerian Start Up initiative ASI
- مؤسس موقع Algerian inventors
- أسدي رئيس الجمهورية عبد المجيد تبون وسام درجة “عشير” للمخترع الجزائري بلقاسم حبة [12]